# Endrőc
Endrőc  (németül: Endritz, horvátul: Andrec, Androc) község Baranya vármegyében, a Szigetvári járásban.

## Fekvése
Endrőc lényegében egyutcás zsáktelepülés Szigetvártól délre, közúton kizárólag a várost Sellye térségével (Drávafokkal) összekötő országútról leágazó 58 143-as számú mellékúton érhető el; a 6-os főút felől érkezőknek Teklafalut elhagyva kell balra fordulniuk. A faluba vezető út egyben a főutca is, amely a központban, egy szakaszon ténylegesen is a Fő utca nevet viseli, majd kelet felé továbbhaladva a Dózsa György utca nevet veszi fel; az út vonalvezetése csaknem pontosan nyugat-kelet irányú.
Északnyugati és déli szomszédjai, Teklafalu és Drávafok legegyszerűbben a sellyei országúton érhetők el a településről, délkeleti szomszédjába, Marócsára pedig földutak vezetnek. Nyugati irányból, Lakócsa felől, valamint észak és kelet felől (Bürüs és Szentegát irányából) több kilométeren át csak csatornákkal szabdalt lakatlan mezőgazdasági területek határolják a községet. A falu a szigetvári járás legdélebbi fekvésű települése.

## Elnevezései
Endrőc német neve Endritz, míg horvátul két alakot használnak: a felsőszentmártoniak Andrecnek, a lakócsaiak Androcnak hívják a települést.

## Története
Endrőc nevét az oklevelek viszonylag későn, csak 1479-ben említik, mint Barcshoz tartozó települést; ekkor nevét Edderewe formában írták. A török hódoltság alatt a falu elnéptelenedett. A községet, mint lakott helyet, csak 1846-ban említik újra az írásos adatok.
Az 1950-es megyerendezéssel a korábban Somogy vármegyéhez tartozó települést a Szigetvári járás részeként Baranyához csatolták.

## Közélete

### Polgármesterei
- 1990–1994: Szomorú József (nem ismert)[5]
- 1994–1998: Szomorú József (független)[6]
- 1998–2001: Szomorú József (független)[7]
- 2002–2002: Horváth György (független)[8][9]
- 2002–2006: Horváth György (független)[10]
- 2006–2010: Éder József Jánosné (független)[11]
- 2010–2014: Éder József Jánosné (független)[12]
- 2014–2019: Éder József Jánosné (független)[13]
- 2019–2020: Éder József Jánosné (független)[14]
- 2022–2024: Vukovics Klaudia (független)[15]
- 2024– : Vukovics Klaudia (független)[1]

A településen 2002. január 13-án időközi polgármester-választást tartottak, az előző polgármester lemondása miatt. 2022. július 3-án ugyancsak időközi polgármester-választást kellett tartani Endrőcön, mivel a korábbi településvezető 2020. október 22-én elhunyt.

## Népesség
A település népességének változása:
| Lakosok száma | 366  | 360  | 362  | 351  | 352  | 320  | 320  | 321  |
|               | 2013 | 2014 | 2015 | 2019 | 2021 | 2022 | 2023 | 2024 |

A 2011-es népszámlálás során a lakosok 71,5%-a magyarnak, 7,9% cigánynak, 0,3% horvátnak, 0,3% ukránnak mondta magát (28,5% nem nyilatkozott; a kettős identitások miatt a végösszeg nagyobb lehet 100%-nál). A vallási megoszlás a következő volt: római katolikus 65,2%, református 1,4%, evangélikus 0,3%, felekezeten kívüli 2,4% (30,7% nem nyilatkozott).
2022-ben a lakosság 89,4%-a vallotta magát magyarnak, 6,3% cigánynak, 1,9% németnek, 0,3% horvátnak, 0,3% románnak, 0,9% egyéb, nem hazai nemzetiségűnek (10,6% nem nyilatkozott; a kettős identitások miatt a végösszeg nagyobb lehet 100%-nál). Vallásuk szerint 54,7% volt római katolikus, 4,1% református, 1,6% egyéb katolikus, 7,2% felekezeten kívüli (32,5% nem válaszolt).